# Länsväg 292
De Zweedse weg 292 (Zweeds: Länsväg 292) is een provinciale weg in de provincie Uppsala län in Zweden en is circa 82 kilometer lang.

## Plaatsen langs de weg
- Söderfors
- Tierp
- Tobo
- Örbyhus
- Österbybruk
- Gimo
- Hargshamn

## Knooppunten
- E4 bij Tierp
- Länsväg 290 bij Österbybruk
- Länsväg 288 bij Gimo
- Riksväg 76 bij Hargshamn